# Dan Healey

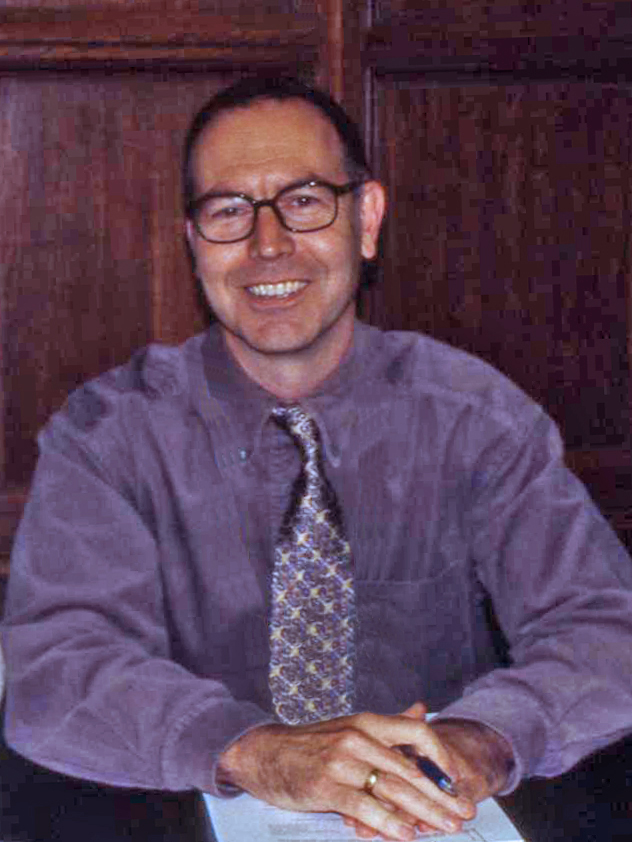
Dan Healey (2000)

Dan Healey (* 21. März 1957) ist ein britisch-kanadischer Historiker, Slawist und Autor.

## Leben
Healey studierte Literatur, Slawistik und Geschichte an der University of Toronto, wo er 1981 sein Studium beendete. In den 1980er Jahren arbeitete er in der Tourismusindustrie. In den 1990ern nahm er die akademische Laufbahn wieder auf und schrieb 1998 seine Dissertation. Healey lehrte von 2000 bis 2011 an der Swansea University, von 2011 bis 2013 an der University of Reading und seit 2013 am St Antony’s College der University of Oxford. In seinen Werken beschäftigt sich Healey unter anderem mit dem Thema Homosexualität in Russland.

## Werke (Auswahl)
- Homosexual Desire in Revolutionary Russia: The Regulation of Sexual and Gender Dissent. Chicago: University Of Chicago Press, 2001, ISBN 0-226-32234-3.
- Bolshevik Sexual Forensics: Diagnosing Disorder in the Clinic and Courtroom, 1917–1939. DeKalb: Northern Illinois University Press, 2009, ISBN 978-0-87580-405-7.
- mit Frances Bernstein und Christopher Burton (Hrsg.): Soviet Medicine: Culture, Practice, and Science. Northern Illinois University Press, DeKalb 2013, ISBN 978-0875804262.
- mit Barbara Evans Clements und Rebecca Friedman (Hrsg.): Russian Masculinities in History and Culture. Palgrave Macmillan, New York 2002, ISBN 0-333-94544-1.
- Lives in the Balance: Weak and Disabled Prisoners and the Biopolitics of the Gulag. In: Journal Kritika: Explorations in Russian and Eurasian History. 2015.
- Russian Homophobia from Stalin to Sochi. Bloomsbury Academic, London 2017, ISBN 978-1350000773.
- From Stalinist Pariahs to Subjects of ‘Sovereign Democracy’: Queers in Moscow 1945 to the Present. In: Queer Cities, Queer Cultures: Europe since 1945. Bloomsbury Academic, 2014, S. 527–556.
- Love and Death: Transforming Sexualities in Russia, 1914–1922. In: Cultural History of Russia in the Great War and Revolution, 1914–22. Zweiter Band: Political Culture, Identities, Mentalities, and Memories. Slavica, Bloomington, Indiana, 2014, S. 151–178.
- The sexual revolution in the USSR: dynamic change beneath the ice. In: Sexual Revolutions. Palgrave, Basingstoke, 2014, S. 236–248.
- The Gulag Doctors: Life, Death, and Medicine in Stalin‚‘s Labour Camps. Yale University Press, New Haven 2024, ISBN 978-0-300-18713-7.

## Auszeichnungen und Preise (Auswahl)
- 2001: Zweiter Platz des Gladstone-Preises der Royal Historical Society für sein Buch Homosexual Desire in Revolutionary Russia.